# Vorë
Vorë es un municipio y villa en el condado de Tirana, en el centro de Albania. Se formó en la reforma local de 2015 mediante la fusión de los antiguos municipios de Bërxullë, Prezë y Vorë, que pasaron a ser unidades municipales. La capital del municipio es la propia villa de Vorë. La población total es de 25 511 habitantes (censo de 2011), en un área total de 82.72 km². La población en sus límites de 2011 era de 10 901 habitantes.
La villa se ubica sobre la National 2, entre Tirana y Durrës, al oeste de la capital. Es por ello parte del área metropolitana de Tirana-Durrës, a la que se movieron desde la segunda mitad de siglo XX muchas personas procedentes de las áreas rurales. Su proximidad a Tirana ha sido causa de su gran crecimiento, aunque no está lo suficientemente cerca como para haber crecido tanto como sí lo han hecho otras localidades.
El municipio incluye el pequeño pueblo de Gërdec, donde se produjeron las famosas explosiones de Gërdec de 2008. El 15 de marzo de 2008, se produjo un accidente en un depósito de munición de las Fuerzas Armadas de Albania que provocó una cadena de explosiones que duró varias horas. Hubo 26 muertos y varios cientos de heridos. Varios cientos de casas, incluyendo dos pequeños pueblos, quedaron completamente destruidos, junto con unos mil quinientos edificios gravemente dañados.